# Leon Rupnik
Leon Rupnik, conosciuto anche come Lav Rupnik o Lev Rupnik (Loqua, 10 agosto 1880 – Lubiana, 4 settembre 1946), è stato un generale jugoslavo, di etnia slovena, che dopo la resa del Regno di Jugoslavia  collaborò con le potenze dell'Asse.

## Biografia

### I primi anni
Nato vicino a Gorizia, intraprese una carriera militare che lo portò a frequentare l'accademia di Trieste, all'epoca parte dell'Impero austriaco, da cui uscì nel 1899 con il grado di sottotenente. Continuò la scuola bellica a Vienna tra il 1905 e il 1907 per poi combattere nella prima guerra mondiale. Nel maggio del 1919 entrò nel neonato esercito jugoslavo, con il grado di maggiore; col tempo diventerà tenente colonnello (1923), colonnello (1927), generale di brigata (1933) e tenente generale (1937). Il suo forte antisemitismo e le sue simpatie per la Germania erano già noti prima della guerra. Fu l'ideatore della Linea Rupnik, ispirata alla Linea Maginot, il più concreto tentativo di creare un sistema difensivo per proteggere la Jugoslavia da un attacco italo-tedesco, ma a causa della sua incompletezza e dello scarso equipaggiamento la Linea non riuscì a rallentare l'avanzata delle truppe dell'Asse.

### Il collaborazionismo
Su posizioni accesamente anticomuniste il 25 settembre 1941 fu ferito in un attentato partigiano. Il suo ingresso nel mondo della politica avvenne il 7 giugno 1942 allorquando il prefetto della provincia di Lubiana, l'Alto Commissario Emilio Grazioli, lo nominò podestà di Lubiana in sostituzione di Juro Adlešič, il precedente sindaco che si era dimesso per contrasti con l'amministrazione di occupazione italiana della regione. Ma ciò che rendeva ancor più importante tale nomina, fu che essa gli permise l'ingresso di diritto nell'Amministrazione Provinciale col ruolo di sostituto dello stesso Grazioli e dopo l'8 settembre 1943 quando, in seguito alla capitolazione italiana e all'assunzione dei pieni poteri da parte del Gauleiter della Carinzia, il nazista Friedrich Rainer, fu posto a capo della nuova amministrazione collaborazionista, rendendo nulli i decreti della RSI tendenti a reinsediare Grazioli. A favorirlo fu probabilmente il noto antisemitismo e l'ammirazione che provava nei confronti della Germania.

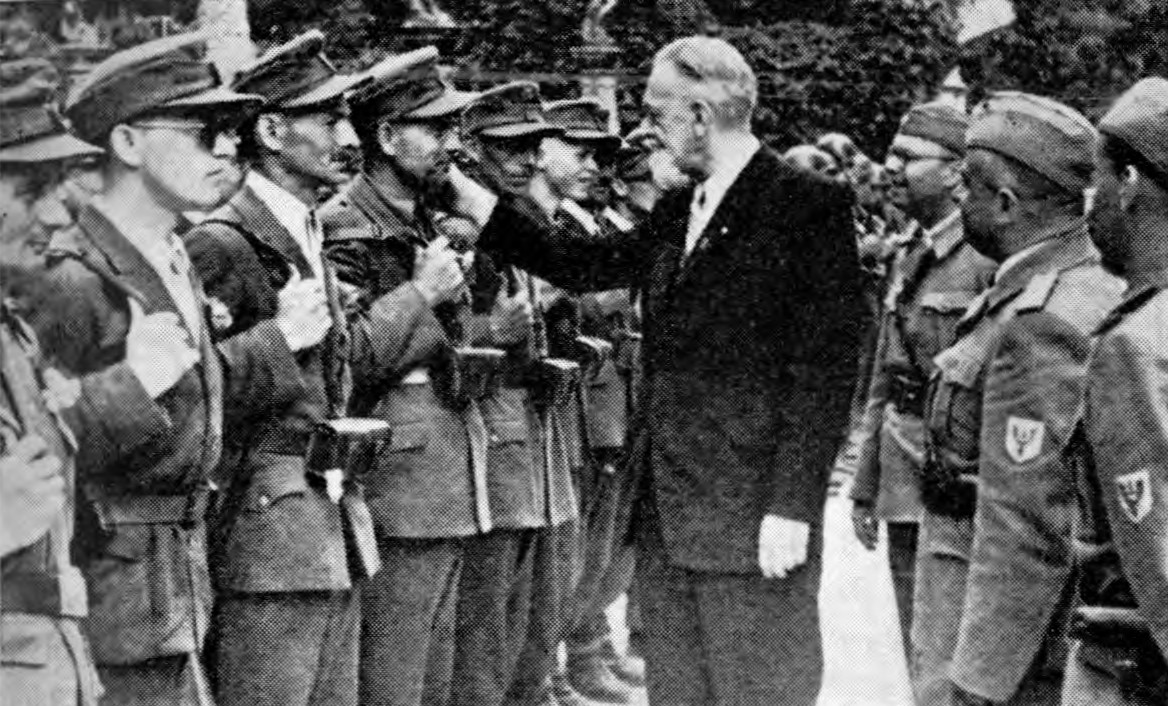
Lev Rupnik passa in rassegna i volontari della Slovensko domobranstvo

Come Capo dell'Amministrazione della provincia di Lubiana, sotto occupazione tedesca fino al termine della seconda guerra mondiale, Rupnik ebbe una relativa libertà d'azione in ambito culturale, potendosi altresì dedicare a cancellare le, invero poche, tracce di italianità lasciate sul territorio dal precedente regime.
Costituì anche lo Slovensko domobranstvo (Guardia territoriale slovena) composto da circa tredicimila volontari determinati a combattere i partigiani comunisti, di cui tra il settembre 1944 e il maggio 1945 ebbe anche l'incarico di ispettore capo della Milizia Volontaria Slovena, ma solo negli ultimi mesi di guerra ottenne l'effettivo comando delle forze militari.
Si oppose sempre a tutti i tentativi di sganciarsi dall'alleanza con il Terzo Reich, anche quando alcuni suoi collaboratori, tra cui Ernest Peterlin, furono deportati nel campo di concentramento di Dachau. Il 5 maggio 1945, tre giorni prima della resa incondizionata della Germania, riparò in Austria con un gruppo di collaboratori.

### Il processo

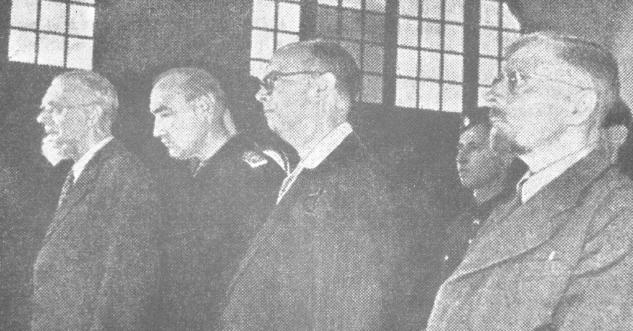
Il processo Rupnik. Da sinistra: Leon Rupnik, Erwin Rösener, Milko Vizjak e Lovro Hacin

Fu preso prigioniero dagli inglesi il 23 luglio, dopodiché fu ricondotto in Jugoslavia e sottoposto a processo da parte dei seguaci del maresciallo Tito, insieme all'Obergruppenführer Erwin Rösener, a Gregorij Rožman, a Miha Krek, a Milko Vizjak e a Lovro Hacin. Rupnik fu condannato a morte con l'accusa di alto tradimento il 30 agosto 1946. e fucilato dal plotone di esecuzione cinque giorni dopo, al cimitero Žale di Lubiana dove fu sepolto in una tomba anonima nello stesso giorno.
Erwin Rösener e Lovro Hacin furono condannati a morte per impiccagione, Milko Vizjak a 20 anni di lavori forzati, Gregorius Rožman a 18 anni di lavori forzati e Miha Krek a 15 anni di lavori forzati.

### La riabilitazione postuma
Nel gennaio 2020, su richiesta di un discendente di Rupnik, che accusava il tribunale dell'epoca di aver commesso diverse violazioni nel corso del processo, l'Alta Corte ha accettato di riesaminare il caso, basandosi comunque sugli standard procedurali in vigore al tempo della condanna, ed evidenziando come in cinque degli undici capi d'accusa fossero omesse le motivazioni di cui una non costituisse nemmeno reato.
Pertanto la condanna di Rupnik fu completamente annullata dato che le undici accuse mossegli costituivano parte di un unico reato.